# Trachelophorus signatus
Trachelophorus signatus es una especie de coleóptero de la familia Attelabidae.

## Distribución geográfica
Habita en Madagascar.